# El alma buena de Szechwan

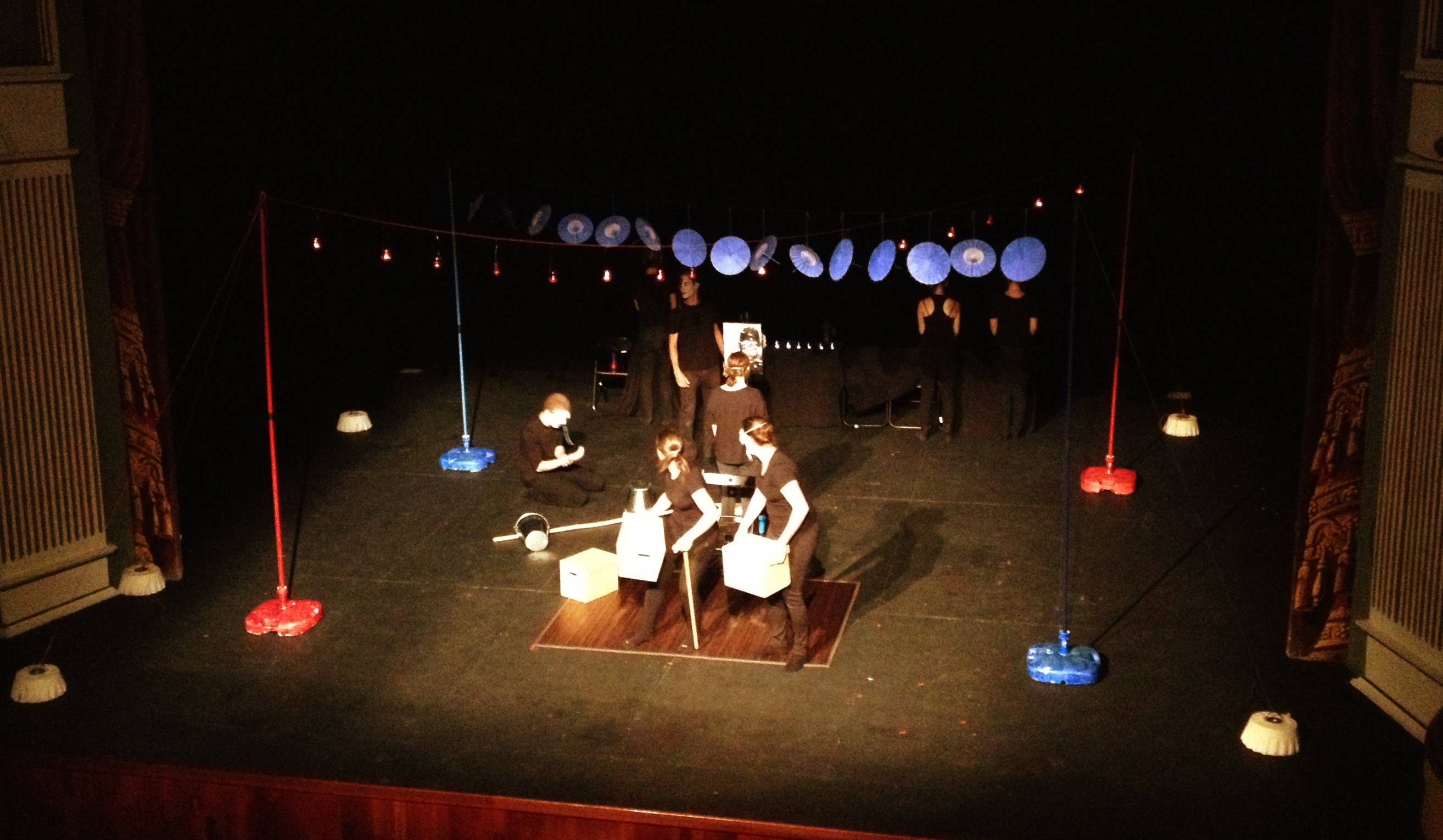
Representación en el Teatro Municipal de Almagro de la obra de Bertolt Brecht "El alma buena de Sezuán", por la compañía Katharsis.

El alma buena de Sezuán o La buena persona de Sezuan (en alemán, Der gute Mensch von Sezuan; en inglés, The Good Person of Szechwan) es una obra dramática del autor alemán Bertolt Brecht. La historia narra la vida de una joven prostituta de buen corazón llamada Shen-Té. La obra se inició en 1938, pero no se terminó hasta 1943, mientras el autor estaba en el exilio en los Estados Unidos. Fue estrenada en 1943 en el Schauspielhaus de Zúrich en Suiza, con una partitura musical y canciones por el compositor suizo Ulrico Georg Früh.

## Argumento
Esta obra está dividida en 10 actos, precedida por un Prólogo y que finaliza con un epílogo. Su tema principal es la incapacidad de ejercer la bondad en un mundo que gira en torno al dinero. A la protagonista Shen Te, no le es posible cambiar el mundo con la caridad individual. 
PRÓLOGO: Los dioses llegan a Sezuán, son recibidos por Wang, el aguador, y acogidos por Shen Te en su casa.
ACTO 1: Shen Te compra una tabaquería y se aprovechan de su buena fe.
ACTO 2: Shui Ta, su primo, trata de remendar el mal que le causan los actos buenos a Shen Te.
ACTO 3: Sun, un aviador, quiere suicidarse por no tener trabajo. Shen Te lo impide y se enamoran.
ACTO 4: El barbero Shui Fa agrede a Wang, y unos ancianos le prestan dinero a Shen Te. El primo Shui Ta resulta ser Shen Te disfrazada.
ACTO 5: Nadie justifica a favor de Wang y queda como un mentiroso frente a la policía. Shen Te se da cuenta de que Sun solo la quiere para conseguir dinero para irse a Pekín a perseguir su sueño de ser aviador. El barbero Shui Fa muestra interés por Shen Te, pero aun así, ella se queda con Sun.
ACTO 6: Se celebra la boda entre Shen Te y Sun, pero Sun quiere esperar a que el primo Shui Ta aparezca con el dinero que le falta para el billete.
ACTO 7: Shen Te quiere vender la tabaquería para devolverle el dinero a los ancianos, pero aparece Shui Fa, le da un cheque en blanco, y los ancianos unas bolsas de tabaco. Shen Te se da cuenta de que está embarazada. Usa el dinero para crear una fábrica de tabaco en unos edificios de Shui Fa.
ACTO 8: La fábrica de tabaco funciona, y es regentada por Shui Ta. 
ACTO 9: Shen Te decide no volver a aparecer como ella misma hasta que de a luz, y los vecinos de la ciudad extrañan no verla. Se creen que Shui Ta la ha raptado para quedarse con la fábrica.
ACTO 10: Se celebra un juicio para encontrar el paradero de Shen Te, y los dioses preocupados, ocupan el puesto de los jueces. Shui Ta acaba confesando ser Shen Te, y los dioses, una vez que saben donde está Shen Te, vuelven al cielo mientras esta les suplica ayuda.

## Información sobre la obra
Se trata de una obra clasificable como “Teatro épico”, el género por el que el autor Bertolt Brecht es conocido. (no-aristotélico): Aristóteles describió las diferencias entre la tragedia clásica y la épica, mientras que Brecht enfocaba sus obras para ser representadas según los métodos del Teatro Épico. La principal diferencia entre las dos formas, según Brecht, estaba en los métodos de construcción. 
Esta obra fue escrita en el exilio del autor en Estados Unidos, y fue inspirada por la cultura china.
Tiene carácter didáctico, pretende transformar radicalmente la sociedad. No busca que el lector se identifique emocionalmente con los personajes, sino provocar reflexión racional y una visión crítica de la obra. Es un texto literario por el predominio del diálogo y el uso de acotaciones (narrador), monólogos y canciones. Escasas figuras literarias: comparación, hipérbole.
Tiempo variable según los actos. Los actos suelen duran un día o dos, excepto cuando Shen Te, caracterizada como Shui Ta, trata de esconder su embarazo, que pasan varios meses.
Espacios abiertos (calle, plaza) y cerrados (tabaquería, tienda de telas, restaurante). Ambientada en Sezuán (Szechwan), que en la realidad es una provincia de China, y no una ciudad.
Personajes que se dirigen al público en ciertos momentos de la obra.

## Representaciones en castellano
- Teatro del Bosque, Ciudad de México, 1964.
  - Dirección y adaptación: Héctor Mendoza
  - Intérpretes: Julio Castillo.

- Teatro Reina Victoria, Madrid, 1967.
  - Adaptación: Armando Moreno.
  - Intérpretes: Nuria Espert, Víctor Fuentes, Carmen Contreras, Francisco Merino, Gerardo Malla, Josefina de la Torre.

- Teatro Segura, Lima, 1986.
  - Dirección: Alberto Ísola.
  - Intérpretes: Cipriano Proaño, Mónica Domínguez, musicalización y adaptación musical Pepe Bárcenas.

- Teatro María Guerrero, Madrid, 2006.
  - Dirección: Luis Blat.
  - Versión española: Jesús Munárriz.
  - Intérpretes: Yolanda Ulloa, Gonzalo de Castro, Críspulo Cabezas, Enriqueta Carballeira, Víctor Criado, Teresa Lozano.